# Coprinellus bisporus
Coprinellus bisporus es una especie de hongo en la familia Psathyrellaceae. Fue descripto por primera vez como  Coprinus bisporus en 1915 por el micólogo Jakob Emanuel Lange, y posteriormente fue transferido al género Coprinellus en 2001 sobre la información obtenida mediante análisis filogenético.